# Football League Cup 2015-2016
La Football League Cup 2015-2016, conosciuta anche con il nome di Capital One Cup per motivi di sponsorizzazione, è stata la 56ª edizione del terzo torneo calcistico più importante del calcio inglese, la 50ª in finale unica. La manifestazione, ebbe inizio l'11 agosto 2015 e si concluse il 28 febbraio 2016 con la finale di Wembley.
Il trofeo fu vinto dal Manchester City, che nell'atto conclusivo ebbe la meglio sul Liverpool, imponendosi per 3-1 ai calci di rigore, dopo lo 1-1 dei tempi supplementari.

## Formula
La Football League Cup era riservata alle 20 squadre della Premier League e alle 72 della Football League. Ogni turno della competizione è composto da scontri ad eliminazione diretta, ad esclusione delle semifinali che si compongono di due match dove la squadra con il miglior risultato combinato accede in finale. Se al termine di ogni partita o se il risultato combinato delle semifinali è identico, vengono giocati i tempi supplementari. Se anche al termine dei tempi supplementari il punteggio è ancora in parità, si passa ai calci di rigore.
|                              | Squadre che entrano in questo turno                                                                    | Squadre qualificate dal turno precedente    |
| ---------------------------- | --- | ------------------------------------------- |
| Primo turno (72 squadre)     | - 24 squadre dalla Third Division - 24 squadre dalla Second Division - 24 squadre dalla First Division |                                             |
| Secondo turno (48 squadre)   | - 12 squadre dalla Premier League (non partecipanti alle competizioni europee)                         | - 36 squadre vincitrici del primo turno     |
| Terzo turno (32 squadre)     | - 8 squadre dalla Premier League (partecipanti alle competizioni europee)                              | - 24 squadre vincitrici del secondo turno   |
| Quarto turno (16 squadre)    | | - 16 squadre vincitrici del terzo turno     |
| Quarti di finale (8 squadre) | | - 8 squadre vincitrici del quarto turno     |
| Semifinali (4 squadre)       | | - 4 squadre vincitrici dei quarti di finale |
| Finale (2 squadre)           | | - 2 squadre vincitrici delle semifinali     |

## Date
| Fase        | Turno            | Andata            | Ritorno           |
| ----------- | ---------------- | ----------------- | ----------------- |
| Preliminari | Primo Turno      | 10 agosto 2015    | 10 agosto 2015    |
| Preliminari | Secondo Turno    | 24 agosto 2015    | 24 agosto 2015    |
| Fase Finale | Terzo Turno      | 21 settembre 2015 | 21 settembre 2015 |
| Fase Finale | Quarto Turno     | 26 ottobre 2015   | 26 ottobre 2015   |
| Fase Finale | Quarti di Finale | 30 novembre 2015  | 30 novembre 2015  |
| Fase Finale | Semifinali       | 4 gennaio 2016    | 25 gennaio 2016   |
| Fase Finale | Finale           | 28 febbraio 2016  | 28 febbraio 2016  |

Le partite hanno luogo la settimana che comincia con le date riportate in tabella, ad eccezione della finale che è fissata per il 28 febbraio 2016.

## Primo Turno
Il sorteggio per il primo turno ha avuto luogo il 16 giugno 2015 alle 10:00 BST. Le 24 squadre di League Two, le 24 squadre di League One e le 24 squadre di Championship (72 squadre in tutto) iniziano il torneo dal primo turno. Le partite si sono giocate l'11, 12 e 13 Agosto 2015
| Squadra 1          | Risultato       | Squadra 2       |
| ------------------ | --------------- | --------------- |
| 11 agosto 2015     |                 |                 |
| Accrington Stanley | 2 - 2 (5-6 dtr) | Hull City       |
| Blackburn          | 1 - 2           | Shrewsbury Town |
| Brentford          | 0 - 4           | Oxford Utd      |
| Bristol Rovers     | 1 - 2           | Birmingham City |
| Cardiff City       | 1 - 0           | AFC Wimbledon   |
| Carlisle Utd       | 3 - 1 (dts)     | Chesterfield    |
| Charlton           | 4 - 1           | Dag & Red       |
| Colchester Utd     | 0 - 1 (dts)     | Reading         |
| Fleetwood Town     | 0 - 1           | Hartlepool Utd  |
| Huddersfield Town  | 1 - 2           | Notts County    |
| Ipswich Town       | 2 - 1           | Stevenage       |
| Luton Town         | 3 - 1           | Bristol City    |
| Millwall           | 1 - 2 (dts)     | Barnet          |
| MK Dons            | 2 - 1           | Leyton Orient   |
| Morecambe          | 0 - 1           | Sheffield Utd   |
| Northampton Town   | 3 - 0           | Blackpool       |
| Nottingham Forest  | 3 - 4           | Walsall         |
| Peterborough Utd   | 2 - 0           | Crawley Town    |
| Plymouth           | 1 - 2           | Gillingham      |
| Port Vale          | 1 - 0           | Burnley         |
| Rochdale           | 1 - 1 (6-4 dtr) | Coventry City   |
| Rotherham Utd      | 1 - 0           | Cambridge Utd   |
| Scunthorpe Utd     | 1 - 1 (7-8 dtr) | Barnsley        |
| Sheffield Weds     | 4 - 1           | Mansfield Town  |
| Southend Utd       | 0 - 1           | Brighton        |
| Swindon Town       | 1 - 2           | Exeter City     |
| Wigan              | 1 - 2           | Bury            |
| Wolverhampton      | 2 - 1           | Newport County  |
| Wycombe            | 0 - 1           | Fulham          |
| Yeovil Town        | 0 - 3           | QPR             |
| York City          | 2 - 2 (6-4 dtr) | Bradford City   |
| Bolton             | 0 - 1           | Burton Albion   |
| 12 agosto 2015     |                 |                 |
| Crewe Alexandra    | 1 - 3           | Preston N.E.    |
| Oldham Athletic    | 1 - 3           | Middlesbrough   |
| Portsmouth         | 2 - 1           | Derby County    |
| 13 agosto 2015     |                 |                 |
| Doncaster          | 1 - 1 (4-2 dtr) | Leeds Utd       |

## Secondo Turno
Il sorteggio per il secondo turno si è tenuto il 13 agosto 2015 dopo la partita tra Doncaster e Leeds del primo turno.
Alle 36 squadre vincenti del primo turno si aggiungono le 12 squadre della Premier League non coinvolte nelle competizioni europee; le partite si sono giocate il 25 e 26 Agosto 2015.
| Squadra 1        | Risultato       | Squadra 2        |
| ---------------- | --------------- | ---------------- |
| 25 agosto 2015   |                 |                  |
| Aston Villa      | 5 - 3 (dts)     | Notts County     |
| Birmingham City  | 2 - 0           | Gillingham       |
| Burton Albion    | 1 - 2 (dts)     | Middlesbrough    |
| Bury             | 1 - 4           | Leicester City   |
| Crystal Palace   | 4 - 1 (dts)     | Shrewsbury Town  |
| Doncaster        | 1 - 4 (dts)     | Ipswich Town     |
| Fulham           | 3 - 0           | Sheffield Utd    |
| Hartlepool Utd   | 0 - 4           | Bournemouth      |
| Hull City        | 1 - 0           | Rochdale         |
| Luton Town       | 1 - 1 (7-8 dtr) | Stoke City       |
| MK Dons          | 2 - 1 (dts)     | Cardiff City     |
| Newcastle Utd    | 4 - 1           | Northampton Town |
| Peterborough Utd | 1 - 4           | Charlton         |
| Portsmouth       | 1 - 2           | Reading          |
| Preston N.E.     | 1 - 0           | Watford          |
| QPR              | 1 - 2           | Carlisle Utd     |
| Rotherham Utd    | 1 - 2           | Norwich City     |
| Sheffield Weds   | 1 - 0           | Oxford Utd       |
| Sunderland       | 6 - 3           | Exeter City      |
| Swansea City     | 3 - 0           | York City        |
| Walsall          | 2 - 1           | Brighton         |
| Wolverhampton    | 2 - 1           | Barnet           |
| West Bromwich    | 0 - 0 (5-3 dtr) | Port Vale        |
| 26 agosto 2015   |                 |                  |
| Barnsley         | 3 - 5 (dts)     | Everton          |

## Terzo Turno
Il sorteggio per il terzo turno è stato effettuato il 25 Agosto 2015.
Alle 24 squadre vincenti del secondo turno si aggiungono le 8 squadre della Premier League coinvolte nelle competizioni europee; le partite si sono giocate il 22 e 23 settembre 2015.
| Squadra 1         | Risultato       | Squadra 2       |
| ----------------- | --------------- | --------------- |
| 22 settembre 2015 |                 |                 |
| Aston Villa       | 1 - 0           | Birmingham City |
| Fulham            | 0 - 1           | Stoke City      |
| Hull City         | 1 - 0           | Swansea City    |
| Leicester City    | 2 - 1 (dts)     | West Ham Utd    |
| Middlesbrough     | 3 - 0           | Wolverhampton   |
| Preston N.E.      | 2 - 2 (2-3 dtr) | Bournemouth     |
| Sunderland        | 1 - 4           | Manchester City |
| Reading           | 1 - 2           | Everton         |
| 23 settembre 2015 |                 |                 |
| Crystal Palace    | 4 - 1           | Charlton        |
| MK Dons           | 0 - 6           | Southampton     |
| Newcastle Utd     | 0 - 1           | Sheffield Weds  |
| Norwich City      | 3 - 0           | West Bromwich   |
| Tottenham         | 1 - 2           | Arsenal         |
| Walsall           | 1 - 4           | Chelsea         |
| Liverpool         | 1 - 1 (3-2 dtr) | Carlisle Utd    |
| Manchester Utd    | 3 - 0           | Ipswich Town    |

## Quarto Turno
Il sorteggio del quarto turno si è svolto il 23 Settembre 2015. Le partite si sono giocate il 27 e 28 ottobre 2015.
| Squadra 1       | Risultato       | Squadra 2      |
| --------------- | --------------- | -------------- |
| 27 ottobre 2015 |                 |                |
| Everton         | 1 - 1 (4-3 dtr) | Norwich City   |
| Hull City       | 1 - 1 (5-4 dtr) | Leicester City |
| Sheffield Weds  | 3 - 0           | Arsenal        |
| Stoke City      | 1 - 1 (5-4 dtr) | Chelsea        |
| 28 ottobre 2015 |                 |                |
| Liverpool       | 1 - 0           | Bournemouth    |
| Manchester City | 5 - 1           | Crystal Palace |
| Southampton     | 2 - 1           | Aston Villa    |
| Manchester Utd  | 0 - 0 (1-3 dtr) | Middlesbrough  |

## Quarti di finale
Il sorteggio dei quarti di finale si è tenuto il 28 ottobre 2015. Le partite si sono giocate il 1º e il 2 dicembre 2015.
| Squadra 1        | Risultato | Squadra 2      |
| ---------------- | --------- | -------------- |
| 1º dicembre 2015 |           |                |
| Manchester City  | 4 - 1     | Hull City      |
| Middlesbrough    | 0 - 2     | Everton        |
| Stoke City       | 2 - 0     | Sheffield Weds |
| 2 dicembre 2015  |           |                |
| Southampton      | 1 - 6     | Liverpool      |

## Semifinali
Il sorteggio delle semifinali è stato effettuato il 2 dicembre 2015. Le partite di andata si sono giocate il 5 gennaio ed il 6 gennaio 2016, mentre quelle di ritorno il 26 gennaio ed il 27 gennaio 2016.
| Squadra 1  | Totale          | Squadra 2       | Andata         | Ritorno         |
| ---------- | --------------- | --------------- | -------------- | --------------- |
|            |                 |                 | 5 gennaio 2016 | 26 gennaio 2016 |
| Stoke City | 1 - 1 (5-6 dtr) | Liverpool       | 0 - 1          | 1 - 0 (dts)     |
|            |                 |                 | 6 gennaio 2016 | 27 gennaio 2016 |
| Everton    | 3 - 4           | Manchester City | 2 - 1          | 1 - 3           |

## Finale
| Arbitro: | Michael Oliver |

|                            |                      |                                         |
| Coutinho 83’               | Marcatori            | 49’ Fernandinho                         |
| Can Leiva Coutinho Lallana | Tiri di rigore 1 – 3 | Fernandinho Jesús Navas Agüero Y. Touré |

| Liverpool | Manchester City |

| LIVERPOOL (4-2-3-1) |    |                      |      |     |
|                     |    |                      |      |     |
| P                   | 22 | Simon Mignolet       |      |     |
| D                   | 2  | Nathaniel Clyne      | 53’  |     |
| D                   | 21 | Lucas Leiva          |      |     |
| D                   | 17 | Mamadou Sakho        |      | 25’ |
| D                   | 18 | Alberto Moreno       | 65’  | 72’ |
| C                   | 14 | Jordan Henderson (c) |      |     |
| C                   | 23 | Emre Can             | 85’  |     |
| C                   | 7  | James Milner         |      |     |
| C                   | 11 | Roberto Firmino      |      | 80’ |
| C                   | 10 | Philippe Coutinho    | 83’  |     |
| A                   | 15 | Daniel Sturridge     |      |     |
| A disposizione:     |    |                      |      |     |
| GK                  | 34 | Ádám Bogdán          |      |     |
| D                   | 4  | Kolo Touré           |      | 25’ |
| D                   | 38 | Jon Flanagan         |      |     |
| C                   | 20 | Adam Lallana         | 118’ | 72’ |
| C                   | 24 | Joe Allen            |      |     |
| A                   | 9  | Christian Benteke    |      |     |
| A                   | 27 | Divock Origi         |      | 80’ |
| Manager:            |    |                      |      |     |
| Jürgen Klopp        |    |                      |      |     |

| MANCHESTER CITY (4-2-3-1) |    |                     |      |      |
|                           |    |                     |      |      |
| P                         | 13 | Wilfredo Caballero  |      |      |
| D                         | 3  | Bacary Sagna        |      | 90’  |
| D                         | 4  | Vincent Kompany (c) | 87’  |      |
| D                         | 30 | Nicolás Otamendi    | 109’ |      |
| D                         | 22 | Gaël Clichy         |      |      |
| C                         | 6  | Fernando            | 76’  | 90’  |
| C                         | 42 | Yaya Touré          | 118’ |      |
| C                         | 25 | Fernandinho         | 119’ |      |
| C                         | 21 | David Silva         |      | 110’ |
| C                         | 7  | Raheem Sterling     |      |      |
| A                         | 10 | Sergio Agüero       |      |      |
| A disposizione:           |    |                     |      |      |
| P                         | 1  | Joe Hart            |      |      |
| D                         | 5  | Pablo Zabaleta      |      | 90’  |
| D                         | 11 | Aleksandar Kolarov  |      |      |
| D                         | 26 | Martín Demichelis   |      |      |
| C                         | 15 | Jesús Navas         |      | 90’  |
| A                         | 14 | Wilfried Bony       |      | 110’ |
| A                         | 72 | Kelechi Iheanacho   |      |      |
| Manager:                  |    |                     |      |      |
| Manuel Pellegrini         |    |                     |      |      |

## Classifica marcatori
| Gol |  |  | Giocatore        | Squadra         |
| --- |  |  | ---------------- | --------------- |
| 5   |  |  | Kevin De Bruyne  | Manchester City |
| 4   |  |  | Joe Dodoo        | Leicester City  |
|     |  |  | Dwight Gayle     | Crystal Palace  |
|     |  |  | Romelu Lukaku    | Everton         |
|     |  |  | Scott Sinclair   | Aston Villa     |
|     |  |  | Cristhian Stuani | Middlesbrough   |
| 3   |  |  | Thomas Bradshaw  | Walsall         |
|     |  |  | Jermain Defoe    | Sunderland      |
|     |  |  | Sadio Mané       | Southampton     |
|     |  |  | Divock Origi     | Liverpool       |